# 深海魚のアンコさん
『深海魚のアンコさん』（しんかいぎょのアンコさん）は、犬犬による日本の漫画作品。『COMIC メテオ』（アプリックス）にて、2012年11月から2015年8月まで連載。全4巻。

## あらすじ
人魚の受け入れが盛んな町で暮らす人魚大好き女子高生若狭乙見は人魚の同級生堤鮟子が気になって仕方がない。そんな彼女は、鮟子の秘密ひょんなことから知ってしまう。個性豊かな人魚達が贈る新鮮ぴちぴち異文化交流コメディ。

## 登場人物

### 主要人物
堤 鮟子（つつみ あんこ）
チョウチンアンコウの人魚の少女。高校2年生。本作の 主人公 。深海から町にやってきた。通称「アンコ」。
水色の髪でアホ毛が1本ある。その先に球状のイリシウム 発光器を持つ。
発光器は気持の変化によって色が変わる。チョウチンアンコウの発光器は本来餌となる生物の誘引に使うが、地上では苦手な 猫を追い払うときやイタズラが過ぎた若狭などに対して強力な発光を浴びせるときに使っている。また、身の危険が最大に達したりすると、本来の姿を開放する。
普段は物静で初期は他人と話すことに慣れていない様子を見せていたが、若狭たちと過ごすうち、段々と打ち解けていく。
自分のかわいらしくない 尾鰭にコンプレックスを持っており、めったなことで人目に晒すことはない。また、耳に相当する位置にある鰭もほぼリボンで隠している。
また、自分の幼い体つきにもコンプレックスを持つ様子も見せている。
子供舌。
中学の頃は素敵なポエムを書いていた。
歌を歌うことが趣味らしく、人魚薬を服用している状態でもとても上手く歌を歌うことができる。
若狭 乙見（わかさ おとみ）
人間の少女。アンコの同級生。
異常といえるほどの人魚好きで、後述する紅眼の 皮膚毒を自分から舐めにいったり、人魚の性に関する話を聞いて顔を艶やかにし、鼻血を噴出したりと当のアンコたちからは若干ひかれている。
行きつけの店はほぼすべて人魚用の店で、アンコと一緒に行ったりしているらしい。
人魚好きすぎて普通の人間に対しての反応は薄いが、同じ人魚好きの人物とは波長が合うらしく、揃って暴走していることが多い。
絵心は皆無だが、頭脳明晰。
鈴木 闘奈（すずき とうな）
ベタの人魚の少女。アンコの同級生。あだ名は「ベタ子」。
高飛車な性格で少し高圧的。熱帯魚の自分に自信を持っていることが大きな要因。初期は、よくアンコに突っかかっていた。その後は彼女たちと一緒に遊ぶようになる。怒るとフレアリングを行う。
発言するより行動することが多く、率先して苦手な猫を助けたことがある。割と常識人。
中学の頃から運動も学業も優秀だったらしく、そのせいで後述するスズメにライバル心を持たれている。
福田 紅眼（ふくだ あかめ）
アカメフグの人魚の少女。アンコの同級生。作中で転校してきた中二病の少女。私服はゴスロリ衣装。
皮膚に弱毒を持ち、その影響で中二病になった。
アンコに助けられてから、彼女の発光器の能力に興味を持ち、その後彼女たちと一緒に遊ぶようになる。
フグの人魚であるためフグのように、頬を大きく膨らませることができる。

### 人魚
阿代 黄泉（あしろ よみ）
ヨミノアシロの人魚の女性。養護教諭。
アンコの通う学校の保健室の先生。
深海魚の人魚で、暗い所を好み、保健室は常に暗い。
蒲谷木 うな（かばやき うな）
ウナギの人魚の少女。鮟子の後輩。1年5組。アンコに恋の相談をしに来た後輩。ウナギのように肌は少し黒く、緊張したりすると肌が粘液でヌルヌルになる。
アンコのアドバイスに全く効果はなかったが、恋は成就した。恋が成就した後、そのリア充っぷりを惜しみなく見せつけている。
出目 金（でめ かな）
出目金の人魚の少女。1年2組。大きな団子結びを二つ結っている。
うなの後にアンコに相談しに来た後輩。
年始には縁起がいいということで巫女のお手伝いをしていた。
津田 刺織（つだ しおり）
ダツの人魚の少女。アンコとは別のクラスだが、同級生。
ダツの習性である、光への突進を克服したが、アンコの誘引突起の誘惑に負け、突進した。
突進の際は両手を前に突き出す。突進時に突き出した手刀は壁を貫通するほど強力。
満房 円（みつふさ まどか）
マンボウの人魚の少女。鮟子の同級生だがクラスは別。2年3組。
体つきはアンコが驚愕するほどのナイスバディで、彼女が何か秘訣があるのではないかと考え、他の人から名前を聞き出して聞きに行ったほど。
性格は至ってマイペース。日光浴をして鳥に体を突かれていて傷だらけになっても全く気にしていなかった。
平 スズメ（たいら スズメ）
ブルーディスカスの人魚の少女。闘奈の中学生までの同級生。
超エリート人魚が通うお嬢様学校、私立アクア学園の2年生。
無自覚で失礼なことを言ってしまう。闘奈をライバル視しており、その都度、彼女に突っかかっている。
気持が高ぶると、ディスカスミルクを肌から分泌する。
並河 プレコ（なみかわ プレコ）
セイルフィンプレコの人魚の少女。スズメの友達で同級生。
スズメといつも一緒にいる少女。要所で彼女に自制を促したりしている常識人。
なのだが、スズメに対して ただならぬ感情を抱いており、彼女のディスカスミルクの味で感情を把握していたり、彼女の部屋を掃除した際にはスズメを外に出し、後述する蘭の眼を盗んで暴走していた。
金鋳 蘭（かねとう らん）
ランチュウの人魚の少女。スズメの友達で同級生。
よく本を読んでいることが多い。
スズメのちょっとした発言がツボに入ったらしく、その後もそのことをしつこく彼女に言っていた。
鮫島 夏乃（さめじま なつの）
ホホジロザメの人魚の少女。アンコの先輩。3年生。
見た目とサメのイメージから、あらゆる武勇伝を残す不良少女だと思われているが、実際はサメの習性などが噂話として独り歩きした結果。
普段は視力が悪く眼鏡をかけ、歯を気にしてマスクをしている。不良たちに慕われており、彼女もそれに応えようとしている。噂のせいで他校の生徒に絡まれたこともある。
岩井 いわな（いわい いわな）
イワナの人魚の少女。アンコたちが遊びに行った山で出会った。
色々なものに影響され易いため、初登場した際は柔道着を身に纏い、熊殺しの修行をしていた。
不器用な性格で、友達がなかなかできなかったが、アンコたちと遊んでいるうちに、彼女たちに心を許し友達となった。
桜井 やまめ（さくらい やまめ）
ヤマメの人魚の少女。いわなの幼馴染。足にパーマークを持つ。
不器用ないわなをいつも気に掛けている。
アンコたちと一緒にヤマメ釣りを楽しんでいた。
隠井 珠緒（かくれい たまお）
カクレウオの人魚。アンコの同級生。
狭くて暗い所が好き。そのため一人暮らししている部屋はとても狭い。ナマコも好き。
狭い部屋が快適だったことに加え明るい外が苦手なことも相まって出席日数が危険な状態。
外に慣れるためにアンコが協力した。
安護 翼（あご つばさ）
トビウオの人魚。アンコの先輩。3年生。自称「フライングジャスティス」
ヒーロー研究会の部長。中学生に間違われるほど小柄。
トビウオのように滑空できるが、空中で高く飛び上がることができない。
問題児らしく、校内で滑空し先生に叱られている。
アンコの武勇伝を聞き、彼女をヒーロー研究会に勧誘する。
四目原 仁美（よつめはら ひとみ）
ヨツメウオの人魚の少女。銭湯の仕事をしている。
若狭に負けず劣らずの人魚好き。人魚の尾鰭を見るために銭湯で仕事をしていた。
ヨツメウオと同じように黒目は二つに分かれている。
佐藤 比目（さとう ひめ）
ヒラメの人魚の少女。アンコと同じ学校に通う。
動画投稿サイトに後述するレイカとアイドル活動の動画を投稿していた。
アンコの歌声を聞いて、彼女に歌を教わろうとした。
レイカと比べると砕けた感じの性格。
レイカと共に人魚のアイドルユニット「ダブル♠ディーラー」として活躍中。
右崎 レイカ（うざき レイカ）
マガレイの人魚の少女。比目とともにアイドル活動をしている。
性格は控えめで、落ち込むと公園の砂場に逃げる。
比目と同じように、周りの景色に溶け込む高度な 擬態ができる。
沖 うるめ（おき うるめ）
ニギスの人魚の少女。アンコの幼馴染。
最近地上に出てきた。静岡県沼津市在住。
期間限定で深海魚の人魚を雇う、沼津バーガー特別店舗でアルバイトをしている。
アルバイト先の人員が足りなかったため、アンコを沼津に呼んだ。
アカギ
キンメダイの人魚の少女。うるめの同僚。作中では「アカギさん」と呼ばれていた。
沼津バーガーの店長
ラブカの人魚の女性。アンコのことが気に入ったらしく、店で働いてもらいたいと思っている。
雀台 黒百合（すずめだい くろゆり）
クロスズメダイの人魚の少女。闘奈の同級生。1年で大人になり、その余裕からか身体検査のとき闘奈を諭した。
根頭見 猛火（ねずみ もうか）
ネズミザメの人魚の少女。北高のヘッド。鮫島に絡んできた不良少女。ただし、ひょんなことから一発で倒される。
範馬 木撞（はんま きづき）
シュモクザメの人魚の少女。猛火の付き添い。自身のロレンチーニ器官を使って鮫島を探し出した。横に出っ張っているツインテールみたいなものが後にとんでもない事態を起こす。
扶坂 華美（ふさか はなみ）
ハナミノカサゴの人魚の少女。アンコとは違う学校に通う女子高生。アンコを見かけて、彼女を一目で気に入り、その日のうちに彼女とデートしたギャル。「赤いライオン」と呼ばれ、ギャルの間では有名人。
人魚にとって恥ずかしい尾鰭を見せる行為を、アピールのためにやっているほど自由な人。
作品コンテストで募集された人魚のデザインの中で最優秀だったものが採用され作中に登場した
バス子
オオクチバスの人魚の少女。
ブルーギルの人魚ギルティとナイルパーチの人魚パーやんと共に、華美に絡んで返り討ちにあったチャラ男達が、その腹いせのために連れてきた人魚のギャル。
アンコからは「在来種根絶やしにしそうな人達」と評された。
赤生田 すみ（あこうだ すみ）
アカナマダの人魚の少女。アンコたちが初詣に訪れた 神社で巫女をしていた人魚。
神社に人が来ていないことを心配して、神社のために一生懸命になっていた。
アカナマダと同じように、同じ場所から墨を出すことができる。
出冥忍 輝子（でめに きす）
デメニギスの人魚の少女。アンコの同級生。ヒーロー研究会所属。
アンコとは喫茶店シーラカンスで出会った。忍者好き。
翼のヒーロー研究会に入れるように命を受けて、アンコを忍者好きに洗脳した。
作品コンテストで募集された人魚のデザインの中で最優秀だったものが採用され作中に登場した。
堤 灯（つつみ あかり）
チョウチンアンコウの人魚の女の子。アンコの妹。姉からあることを嫌がって逃げていたところを若狭と出会う。性格はあくどく、人魚好きの若狭を誘惑し遊んでいたほど。
鮟子の母
チョウチンアンコウの人魚の女性。
優しそうなアンコの母。夫との融合願望がある。

### 人間
メガネ
アンコの同級生。人魚好きの男子。独自の人魚データベースを持つ。
禿げ頭の男性教諭
問題を起こす生徒をよく叱っている教員。若いころはモテたらしい。
番頭のおばあちゃん
仁美の働く銭湯の番頭。
駿河 深雪（するが みゆき）
美術の教員。女性。新しく赴任してきた。
若狭に負けず劣らずの人魚好きで、わざわざ人魚の多い町に赴任してきた。
チャラ男達
華美に絡んできた男たち。
宮司
赤生田が巫女をする神社の宮司。

### その他の人魚
喫茶店シーラカンスの店主
深海魚の集う喫茶店シーラカンスの店主の女性。
ヌタさん
ヌタウナギの人魚の女性。銭湯の常連。
イナズマヒカリイシモチの人魚とマツカサウオの人魚
アンコの光量測定を見て、憧れを抱いた人魚たち。
ショップスタッフ姫路
紅眼が通う洋服店のスタッフ。ヒメジの人魚の女性。
天宮 竜子（あまみや　りゅうこ）
アンコの中学の同級生。読者モデル。リュウグウノツカイの人魚の少女。

## 人魚について
作中に登場する人魚は何かしらの魚類の尾鰭と特徴を有する。人間の耳に相当する位置にも胸鰭のような鰭を持つ。有する魚の特徴は、例えばアンコの強力な光を放つ発光器や木撞の個人を特定する広範囲探索可能なロレンチーニ器官など普通の魚の特徴を凌駕するものが多い。多くの人魚は美しい歌声を持つ。多くの人魚が猫を苦手とする描写がある。人魚の身体測定の項目は人間と違い、 標準体長などを測定する。
地上で生活するために人魚薬という尾鰭を足に変える薬を服用して生活している。尾鰭を見せることは人魚にとってセクハラと同じ扱いを受ける。また、尾鰭の影響で人魚用のパンツも複数種存在する。作中の会話から卵生と思われる。

## 作中用語
人魚薬
人魚の尾鰭を足に変える薬。人魚の歌声も抑える効果もある。一定時間で効果が切れる。
喫茶店シーラカンス
深海魚が集う喫茶店。アンコや黄泉が行きつけ。
沼津バーガー
うるめたちが働くハンバーガーショップ。深海魚バーガーが名物。作中には深海魚の人魚のみが働く特別店舗のみが登場。
実際に沼津市にある同名の店舗がモデルで、同作品とコラボしたことがある。

## 単行本
- 犬犬 『深海魚のアンコさん』 発行：フレックスコミックス 発売：ほるぷ出版 〈メテオCOMICS〉、全4巻
  1. 2013年9月20日発行（2013年9月12日発売）、ISBN 978-4-593-85749-4
  2. 2014年3月20日発行（2014年3月12日発売）、ISBN 978-4-593-85770-8
  3. 2014年10月20日発行（2014年10月11日発売）、ISBN 978-4-593-85791-3
  4. 2015年8月20日発行（2015年8月11日発売）、ISBN 978-4-593-85813-2